# Samuel von Cocceji
Samuel von Cocceji (Heidelberg, 20 octobre 1679-Berlin, 4 octobre 1755) est un homme politique allemand, qui est chancelier de Prusse entre 1747 et 1755. Le roi Frédéric II lui confie la supervision du premier code de lois unifié du royaume, l’Allgemeines Landrecht et l'anoblit en 1749.

## Biographie
Issu de la famille noble von Cocceji (de), son père Heinrich von Cocceji (nom de plume pour Koch ; par la suite : Cocceji von Cocq) est lui-même un éminent juriste de Heidelberg, qui a succédé à Samuel von Pufendorf à l'université, avant de devenir professeur à Utrecht et à la Viadrina ; quant à Samuel, il s'intéresse surtout à la réforme judiciaire.
Professeur à l'université brandebourgeoise de Francfort (1702), il devient président de la cour supérieure de justice en 1723. Il imagine un code de loi unifié comprenant trois  parties et s'assure, par l'institution de contre-pouvoirs réels, de l'indépendance des juges – jusque là inféodés à la noblesse et aux avocats. L'institution en 1748 d'une cour suprême de Prusse, le « Tribunal », à laquelle toutes les cours de justice du pays seront subordonnées, suscite contre lui l'opposition des chambres. Nommé Ministre d’État en 1738, Frédéric-Guillaume Ier, jugeant ses idées trop hardies, le destitue l'année suivante ; mais Frédéric II est un partisan enthousiaste de cette réforme : en 1747, il lui confie la réforme de la justice du royaume et le fait baron (1749 ; Samuel renonça pour l'occasion à la particule von Cocq). Ce travail, traduit en français sous le titre Code Frédéric (3 vol.) en 1753, fera l'objet de nouvelles additions avant sa promulgation en 1794.

## Famille
Samuel von Cocceji se marie avec Johanna Charlotte von Beschefer, fille du lieutenant général prussien Jakob von Bechefer. Ensemble, ils ont trois filles et trois fils, dont Carl Friedrich Ernst (de) (1725-1780), général au service du dernier roi de Pologne Stanislas II. Johann Heinrich Friedrich (de) devient colonel prussien et adjudant-général royal. Karl Ludwig (de) devient président en chef du gouvernement de Glogau. La fille aînée Sophia Susanna Charlotte (1720/22-1794) se marie avec le général Dubislaw von Platen et la plus jeune Amalie Charlotte Henriette (1729-1757) avec le baron Mathieu II de Vernezobre-Laurieux (1721-1782). Luise, la cadette, reste célibataire et est dame d'honneur auprès de la reine consort de Prusse Élisabeth Christine
.

## Œuvres
- Project des Corporis Juris Fridericiani, vol. 2, Berlin, 1752 (lire en ligne)

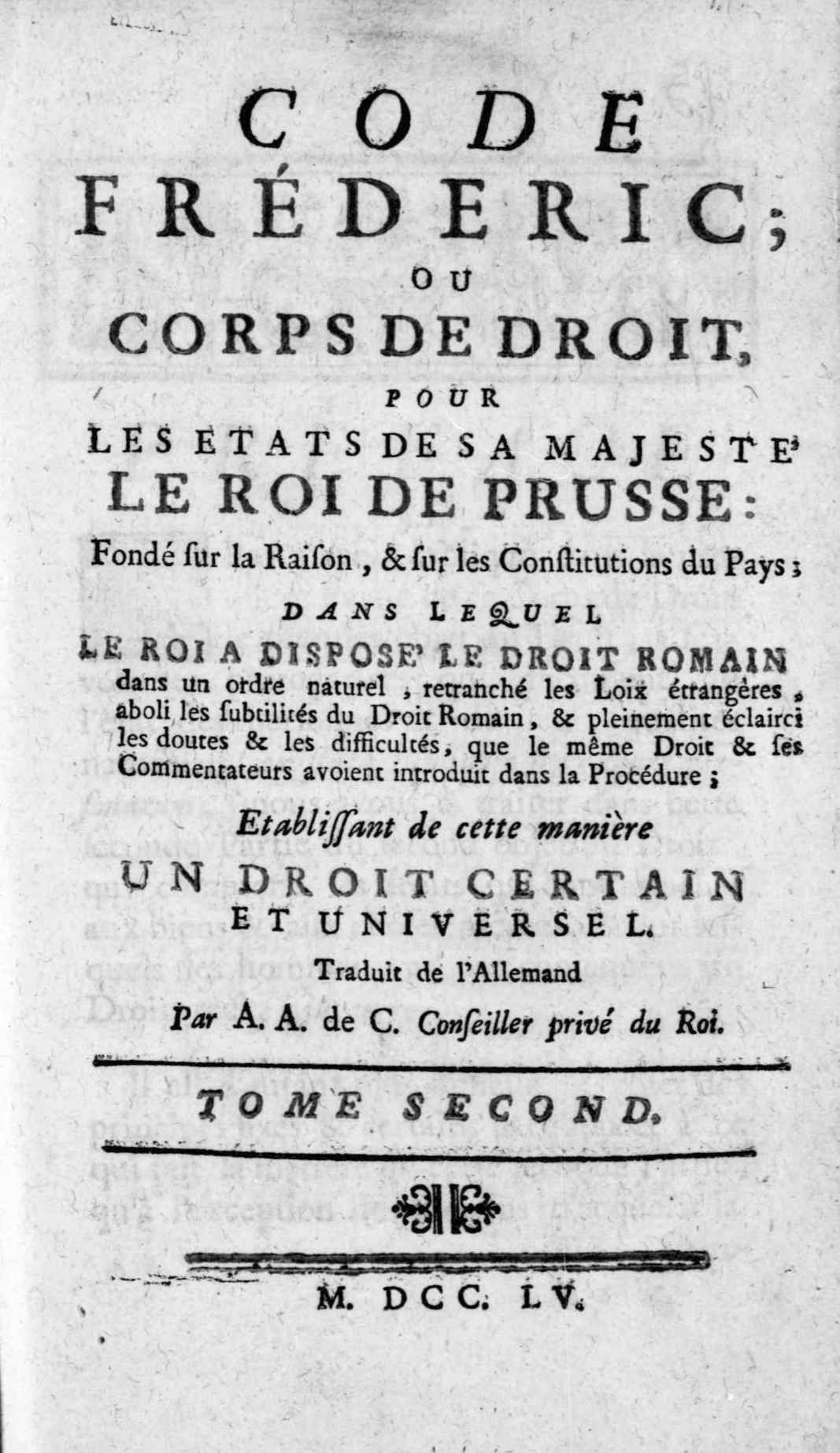
Project des Corporis Juris Fridericiani, 1752